# Juruá (Amazonas)
Juruá est une municipalité brésilienne de l'État d'Amazonas .